# Bedřich Váška
Bedřich Váška (5. března 1879 Mladá Vožice – 9. prosince 1978 Worcester, USA) byl český violoncellista.

## Život

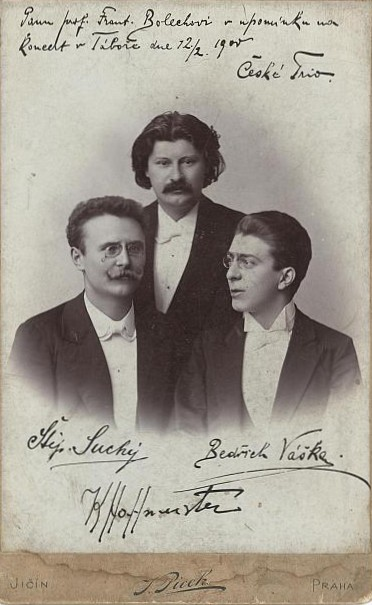
České trio ve složení Štěpán Suchý, Bedřich Váška a Karel Hoffmeister v roce 1900

Narodil se do rodiny mladovožického učitele Antonína Vášky. Od útlého dětství projevoval zájem o hudbu. Své první školení získal mladý Bedřich od svého otce. Hrál na klavír, housle a poté i na varhany. Později tyto nástroje vyměnil za violoncello. Po odchodu na táborské gymnázium často účinkoval na různých veřejných produkcích. V letech 1879–1897 studoval na pražské konzervatoři u prof. H. Wihana. Dva roky studoval ve Frankfurtu nad Mohanem u profesora H. Beckera. Následně byl povolán na pražskou konzervatoř, aby se stal nástupcem svého učitele profesora Wihana. V roce 1900 se stal sólistou symfonického orchestru v Sestrorecku u Petrohradu, odkud přešel do Lvova. V roce 1901 působil jako sólový cellista a I. koncertní mistr Filharmonické společnosti ve Varšavě, kde setrval do roku 1905. Po návratu do vlasti koncertoval s Ševčíkovo-Lhotského kvartetem, které koncertovalo s velkým úspěchem ve všech evropských státech. V roce 1906 se Váška oženil. Za manželku si vzal Gustu Ondříčkovou. Po roce 1910 na radu svého švagra Františka Ondříčka odcestoval do New Yorku. Působil hlavně v New Yorku a v Bostnu. Na newyorské univerzitě se stal profesorem hry na violoncello a vyučoval padesát žáků. Váška byl rovněž členem Eastmanova kvarteta v Rochesteru.
Roku 1919 založil New York Strung Quartet s O. Čadkem, J. Šiškovským a L. Schwabem. Po třech letech příprav kvarteto vystoupilo a mělo velký úspěch. Následovali zájezdy po amerických a kanadských městech. V roce 1930 po náhlém úmrtí O. Čadka se kvarteto rozešlo. Váška pak hrál jako člen Worcester Quartet a pokračoval v kariéře sólové hry a ve vyučování. V roce 1952 zemřela jeho žena Gusta. Bedřich Váška se oženil podruhé a v roce 1959 si vzal svou žačku violoncellistku Lydií K. Kingovou. Bedřich Váška zemřel 9. prosince 1978 ve Worcesteru ve státě Massachusetts ve Spojených státech amerických. V roce 1980 byla urna s jeho popelem převezena jeho manželkou do rodinné hrobky na hřbitově u kostela sv. Mikuláše v Mladé Vožici.